# Elina Knihtilä
Mari Elina Knihtilä, née le 6 juin 1971 à Valkeala en Finlande), est une actrice finlandaise.

## Biographie
Elina Knihtilä obtient son baccalauréat en 1990 et a une maîtrise en théâtre en 1996 du département de théâtre de l'École supérieure de théâtre d'Helsinki.
Elina Knihtilä a tenu de nombreux rôles de théâtre au Q-teatteri (fi), au Théâtre national de Finlande et au Ryhmäteatteri (fi), ainsi que dans des productions cinématographiques et télévisuelles.
Elle est professeur de théâtre à l'école supérieure de théâtre d'Helsinki.
Le concubin d'Elina Knihtilä est l'acteur Tommi Korpela. 
Ils ont un fils né en 1997.

## Filmographie

### Au cinéma
| Année | film / Téléfilm                            | Rôle                          |
| ----- | ------------------------------------------ | ----------------------------- |
| 1996  | Viisasten kivi                             | Henna                         |
| 1997  | Hyvän tekijät                              | Sanna                         |
| 1997  | Jäänmurtaja                                | ventre d'Helena enceinte      |
| 2002  | Liekki                                     |                               |
| 2002  | Hengittämättä ja nauramatta                |                               |
| 2002  | Rumble                                     | naispoliisi                   |
| 2004  | Lapsia ja aikuisia                         | Anna Heiskanen                |
| 2004  | Väärät kengät                              | Mia                           |
| 2004  | Enkeli tulessa                             | Malla                         |
| 2005  | Tyttö ja nyrkkeilijä                       | Satu                          |
| 2006  | Matti                                      | Mirva                         |
| 2006  | Järvi                                      | Mailis                        |
| 2007  | V2 – Jäätynyt enkeli                       | Sirkka Bryggman               |
| 2007  | Lieksa!                                    | Roosa                         |
| 2008  | 8 päivää ensi-iltaan                       | BB                            |
| 2008  | Kaveri                                     | Epouse de Pera                |
| 2008  | Tyttöjen ilta                              | Marju                         |
| 2008  | Älä unta nää                               | Eija                          |
| 2008  | Putoavia enkeleitä                         | Aila Meriluoto                |
| 2009  | Haarautuvan rakkauden talo                 | Tuula Helin                   |
| 2009  | Skavabölen pojat                           | Anu                           |
| 2010  | Jäät                                       | infirmière                    |
| 2011  | Hyvä poika                                 | Leila Manner                  |
| 2011  | Elma ja Liisa                              |                               |
| 2011  | Metsästäjät 2: Pedon jäljillä              | Irina Lipponen                |
| 2011  | Risto                                      | directeur de banque           |
| 2011  | Varasto                                    | femme dans la clinique        |
| 2012  | Kohta 18                                   | Karrin äiti                   |
| 2012  | Tie pohjoiseen                             | Maarit                        |
| 2013  | Tumman veden päällä                        | Liisa                         |
| 2014  | Onneli ja Anneli                           | Tingelstiina                  |
| 2014  | Vadelmavenepakolainen                      | professeur                    |
| 2015  | Lovemilla                                  | Pirjo                         |
| 2015  | Kätilö                                     | Heta                          |
| 2015  | Häiriötekijä                               | mère / Ulla / St. Elined      |
| 2015  | Onnelin ja Annelin talvi                   | Tingelstiina                  |
| 2017  | Onneli, Anneli ja salaperäinen muukalainen | Tingelstiina                  |
| 2017  | Toivon tuolla puolen                       | autorité de tutelle régionale |
| 2018  | Ilosia aikoja, Mielensäpahoittaja          | Katri                         |
| 2018  | Tyhjiö                                     |                               |
| 2018  | Onneli, Anneli ja nukutuskello             | Tingelstiina                  |
| 2019  | Marian paratiisi                           | Saga                          |
| 2019  | Tottumiskysymys                            | Päivi                         |

### À la télévision
| Année     | Série                      | Rôle                         |
| --------- | -------------------------- | ---------------------------- |
| 1999      | Angela ja ajan tuulet      | Anna                         |
| 1999      | Ihana mies                 | Kaisu                        |
| 2000      | Sikanautaa                 |                              |
| 2000      | Kylmäverisesti sinun       | Taina Järvenpää              |
| 2002      | Tummien vesien tulkit      | Suuronen / chauffeur de taxi |
| 2003      | Rikospoliisi Maria Kallio  | Eva Jensen                   |
| 2003      | Ranuan kummit              | plusieurs rôles              |
| 2003      | Kuumia aaltoja             |                              |
| 2005      | Tahdon asia                | eränainen                    |
| 2006      | Majakka                    | Kekäläinen                   |
| 2006      | Mogadishu Avenue           | Journaliste de télévision    |
| 2006      | Käenpesä                   | Riittaleena Kiviraja         |
| 2006–2008 | Läpiveto                   | plusieurs rôles              |
| 2007      | Runeberginkatu             | Marianne "Mallu" Pirhonen    |
| 2007      | Rakkauden nälkä            | Sœur                         |
| 2007–2012 | Karjalan kunnailla         | Arja Irmeli Huttunen         |
| 2008      | Hyvät naiset ja herrat     | Madame Holopainen            |
| 2008      | Suojelijat                 | thérapeute                   |
| 2008      | Maleena                    | Elma                         |
| 2008–2009 | Hymy Pyllyyn               | plusieurs rôles              |
| 2009      | Ihmebantu                  |                              |
| 2010      | Putous                     | plusieurs rôles              |
| 2010      | Paratiisi                  | Mère de Ruutti               |
| 2010      | Yksi lensi yli Marin pesän |                              |
| 2011      | Virta                      | Sari Vuorensola              |
| 2011      | Vedetään hatusta           | elle-même                    |
| 2011      | YleLeaks                   | elle-même                    |
| 2011      | Nenäpäivä-show 2011        | Marketta                     |
| 2013–2014 | #lovemilla                 | Pirjo                        |
| 2016      | Kohtuuttomuuksia           | Ritu / Pirjo / Bamse / Ellu  |
| 2017      | Myrskyn jälkeen            | Sirkku                       |
| 2017      | Nörtti: Dragonslayer666    | Mère                         |
| 2019      | Nyrkki                     | Hertta Kuusinen              |
| 2021      | Sisäilmaa                  | Anneli Tiainen               |

## Récompenses et distinctions
- 2009 : prix Jussi de la meilleure actrice de soutien pour Putoavia enkeleitä (2008)[1]
- 2012 : prix Jussi de la meilleure actrice pour Hyvä poika (2011)[1]